# Шеффілд (футбольний клуб)
«Шеффілд» (англ. «Sheffield F.C.») — англійський футбольний клуб з однойменного міста.
Найвідоміший тим, що є найстарішим клубом у світі з нині існуючих, був заснований 1857 року. Наразі грає в 8-му за рівнем дивізіоні Англії.